# Trypanaresta suspecta
Trypanaresta suspecta es una especie de insecto del género Trypanaresta de la familia Tephritidae del orden Diptera.

## Historia
Malloch la describió científicamente por primera vez en el año 1933.